# Manuel I av Portugal
Manuel I (port. Manuel I o Grande) född 31 maj 1469 i Alcochete, död 13 december 1521 i Lissabon, kung av Portugal 1495–1521.

## Biografi
Son till prins Ferdinand av Viseu, (yngre bror till kung Alfons V) och Doña Beatriz. 
Han efterträdde sin kusin, Johan II, på Portugals tron 1495.
Manuel I:s regering var betydelsefull såtillvida att en ny lagbok utgavs, rättskipningen ordnades och även så undervisningsväsendet.
Han kallades även för "den lyckosamme", eftersom hans regeríngstid utmärktes av de upptäckter som portugisiska sjöfarare genomförde och som ledde till ett utvidgande av det portugisiska riket – till exempel upptäckte Vasco da Gama 1498 sjövägen till Indien och år 1500 upptäcktes Brasilien under Cabrils expedition. Därmed kom Portugal att bli sin tids ledande sjöfarts- och handelsnation.
Under Manuels regeringstid förföljde han, religiöst motiverat, judar och morer.

## Familj
Gift med 
- 1) (juli 1491) Isabella (1470–1498), dotter till Ferdinand II av Aragonien och Isabella I av Kastilien; död i barnsäng.
- 2) (30 oktober 1500) Maria (1482–1517), dotter till Ferdinand II av Aragonien och Isabella I av Kastilien; syster till Manuels första hustru. I äktenskapet föddes nio barn, bl.a. Johan III av Portugal, Henrik I av Portugal, och Isabella, som blev gift med sin kusin Karl V, tysk-romersk kejsare.

- 3) (november 1518) Eleonora (1498–1558), dotter till Filip I av Kastilien "den sköne" och Johanna den vansinniga och därigenom systerdotter till Manuels två första hustrur. Två barn, dom Carlos (född och död 1520) och Maria av Portugal (1521–1577).

Efter Manuels död gifte Eleonora om sig med Frans I av Frankrike 1530.

## Galleri

Epistola de victoria contra infideles habita, 1507